# Jill Pole
Jill Pole es una de los personajes principales de “Las Crónicas de Narnia”, serie creada por C. S. Lewis. Ella aparece en “La silla de plata” y en “La última batalla” y se convierte en la octava niña que viaja al mágico país de Narnia.

## Biografía
Se sabe muy poco sobre su familia o su vida antes de ser amiga de Eustace Scrubb. Lo único que está claro es que en la escuela se burlaban de ella (como de otros estudiantes) un grupo de alumnos “intimidantes” a los que se refiere como “ellos”. Cuando necesitaba llorar, se escondía detrás del gimnasio, donde se encuentra al principio del libro “La silla de plata” (en la película del Viajero del Alba es nombrada al final por la madre de Eustace). 

### La Silla de Plata
Jill aparece por primera vez en “La silla de plata”. Está en el mismo año que Eustace. Su historia comienza cuando Eustace la encuentra lloriqueando por las bromas que le jugaban “Ellos”.Entonces, se vuelven amigos y hablan del gran cambio de carácter sufrido por él, que antes ayudaba a los “fastidiosos”. Eustace le cuenta las maravillosas aventuras vividas por él en el verano pasado (narradas en “La travesía del Viajero del Alba”. En ellas navegó junto al Rey Caspian X y dos de sus primos, Lucy y Edmund). Vale aclarar que siguiendo las costumbres de la escuela, ellos se llamaban por el apellido, pero a través de este libro se va generando una relación de afecto entre ellos y cerca del final de la historia se llaman entre sí como “Jill” y “Eustace”
De repente “Ellos” los empezaron a perseguir y con el llamado de Aslan, llegaron al mágico lugar del que Scrubb hablaba: Narnia. 
Luego Aslan se le aparece a la niña y le da una misión: rescatar al hijo perdido del rey Caspian X, Rilian. Le da cuatro indicaciones que debe seguir para lograrlo, pero solo cumplen dos de ellas. Tras una serie de aventuras en las salvajes tierras del Norte, y el Mundo Inferior, cumplen su cometido y Aslan los regresa a su hogar.
Su experiencia en Narnia la hace mucho más dispuesta a las adversidades que antes le resultaban chocantes. Eustace y Jill forman una estrecha amistad durante el tiempo que pasa hasta que regresan a Narnia en “La última batalla”

### La última batalla
Jill muere en un tren camino a Bristol. De todas maneras, en el momento del impacto es llamada a Narnia por Aslan para nunca regresar a su propio mundo. Jill y Eustace son llamados para ayudar al rey Tirian en su conflicto frente a un falso Aslan y una invasión de los carlomenos. Primero, ellos liberan al rey, que estaba atado a un árbol. Después van a la “Colina del Establo”. Ella desobedece a Tirian y entra al establo donde descubre a Puzzle, el crédulo asno que se disfrazaba de Aslan. 
Durante la batalla, ella pelea con su arco y mata a varios carlomenos. Luego atraviesa la puerta del establo y se encuentra en el país de Aslan, con los otros “amigos de Narnia”.
- Datos: Q2232602